# Jussi Halla-aho
Jussi Kristian Halla-aho (* 27. duben 1971, Tampere) je finský filolog, politik, poslanec a od roku 2023 i předseda finského parlamentu. V letech 2017 až 2021 byl předsedou pravicové strany Praví Finové, za kterou neúspěšně kandidoval v prezidentských volbách 2024 na post hlavy státu, kdy v prvním kole získal 18,99% odevzdaných hlasů a umístil se na třetím místě. Byl také poslancem Evropského parlamentu v 8. volebním období (2014 – 2019).

## Studia
V letech 1995 až 2000 studoval ruský jazyk a slavistiku na Helsinské univerzitě, kde poté i vyučoval a roku 2006 získal doktorát z církevní staroslověnštiny.

## Politická kariéra
Od roku 2010 je členem pravicové strany Praví Finové, které od června 2017 do srpna 2021 i předsedal.

### Parlamentní volby
| Rok voleb | Volební obvod | Počet hlasů | Podíl (%) | Výsledek |
| --------- | ------------- | ----------- | --------- | -------- |
| 2007      | Helsinky      | 2,215       | 0,70%     | Nezvolen |
| 2011      | Helsinky      | 15,074      | 4,33%     | Zvolen   |
| 2015      | –             | –           | –         | –        |
| 2019      | Helsinky      | 30,596      | 7,87%     | Zvolen   |
| 2023      | Helsinky      | 22,081      | 5,78%     | Zvolen   |

### Komunální volby
| Rok voleb | Obec     | Počet hlasů | Procenta (%) | Výsledek |
| --------- | -------- | ----------- | ------------ | -------- |
| 2008      | Helsinky | 2,977       | 1,07%        | Zvolen   |
| 2012      | Helsinky | 6,034       | 2,11%        | Zvolen   |
| 2017      | Helsinky | 5,668       | 1,74%        | Zvolen   |
| 2021      | Helsinky | 18,978      | 5,67%        | Zvolen   |

### Europarlamentní volby
| Rok voleb | Volební obvod | Počet hlasů | Podíl (%) | Výsledek |
| --------- | ------------- | ----------- | --------- | -------- |
| 2014      | Finsko        | 80 772      | 4,67%     | Zvolen   |

### Prezidentské volby
| Rok voleb | Volební obvod | Počet hlasů | Podíl (%) | Výsledek      |
| --------- | ------------- | ----------- | --------- | ------------- |
| 2024      | Finsko        | 615 487     | 18,99%    | (3.) Nezvolen |

- ZDROJ:[2][3]

## Soukromý život
Pochází z Tampere, od roku 2001 žije v helsinské čtvrti Eira. Jeho manželkou je od roku 2002 doktorka filosofie Hilla Halla-ahon (* 1975, rozená: Salovaara), se kterou má čtyři děti, dvě dívky: Hilma (* 2003) a Kerttu (* 2004), dva chlapce: (* 2008) a (* 2013).
Kromě rodné finštiny hovoří plynně anglicky, ukrajinsky a rusky. Dále rozumí i německy, švédsky, chorvatsky a rovněž také polsky, nizozemsky a francouzsky. 
Od roku 1989 není členem žádné církve (opustil Finskou církev). 
Od roku 2019 je vegetariánem. 

## Ocenění
- Finsko: Řád bílé růže (2019)
- Ukrajina: Řád knížete Jaroslava Moudrého (2023)